# Candalides albosericea
Candalides albosericea is een vlinder uit de familie van de Lycaenidae. De wetenschappelijke naam van de soort is voor het eerst gepubliceerd in 1891 door William Henry Miskin.
De soort komt voor in Australië.